# Yaruki! It's Easy
Singles de Maki Gotō
Te wo Nigitte Arukitai
(2002) Sans Toi Ma Mie/Kimi to Itsumademo
(2002)
Yaruki! It's Easy (やる気! IT'S EASY) est le 4e single en solo de Maki Gotō dans le cadre du Hello! Project, sorti en 2002 au Japon, classé n°2 à l'Oricon.

## Présentation
Le single sort le 21 août 2002 au Japon sous le label zetima, alors que Maki Gotō fait encore partie du groupe Morning Musume en parallèle. C'est le dernier de ses quatre disques à sortir sur ce label ; à partir du single suivant, ses disques pour le Hello! Project sortiront sur le label affilié Piccolo Town.
Le single est écrit et produit par Tsunku. Il atteint la 2e place du classement de l'Oricon. Il se vend à 73 230 exemplaires la première semaine, et reste classé pendant 7 semaines, pour un total de 113 260 exemplaires vendus. C'est son troisième single le plus vendu à ce jour (2010).
La chanson-titre du single figurera d'abord sur la compilation de fin d'année du Hello! Project Petit Best 3, puis sur l'album de Goto Makking Gold 1 de 2003, puis sur ses compilations Maki Goto Premium Best 1 de 2005 et Maki Goto Complete Best Album 2001-2007 de 2010. Sur le clip vidéo de la chanson, les danseuses qui accompagnent Maki Goto sont les membres du groupe du Hello! Project Melon Kinenbi.

## Liste des titres
Toutes les chansons sont écrites et composées par Tsunku.
| 1. | Yaruki! IT'S EASY (やる気! IT'S EASY)                               | Yasuaki Maejima | 3:53 |
| 2. | Kimagure (気まぐれ)                                                 | Shin Kōno       | 4:02 |
| 3. | Yaruki! IT'S EASY (instrumental) (やる気! IT'S EASY (instrumental)) | Yasuaki Maejima | 4:00 |